# Actia deferens
Actia deferens är en tvåvingeart som beskrevs av Malloch 1930. Actia deferens ingår i släktet Actia och familjen parasitflugor. Inga underarter finns listade i Catalogue of Life.